# Ulica Uchańska w Hrubieszowie
Uchańska – najdłuższa ulica w Hrubieszowie o długości 4,7 km, położona w dzielnicy Sławęcin. Na długości 100 m ulica jest pokryta tralinkami, z czego w 2007 prawy pas, a w 2017 na całej szerokości została pokryta asfaltem, następnie, po połączeniu z ulicą Nowe Osiedle zamienia się ona w drogę nieutwardzoną. Do niedawna była ona zabudowana tylko w tym obszarze, od 2010 na jej długości do skrzyżowania z ulicą Chmielną zaczęły powstawać domy jednorodzinne. Droga ta powstała prawdopodobnie w XVIII wieku (najstarsze źródło dokumentujące ul. Uchańską: Mapa von Miega z 1782 r.), usprawniała ona mieszkańcom Sławęcina szybszy dojazd do Chełma i Uchań niż wzdłuż głównej drogi stanowiącej ulice Żeromskiego i Chełmską (stąd nazwa).